# Bob Dylan (album)
Bob Dylan is het debuutalbum van de Amerikaanse singer-songwriter Bob Dylan. Het werd op 19 maart 1962 door Columbia Records uitgebracht, ruim twee maanden voor Dylans 21e verjaardag. John Hammond is de producer en Dylan is zelf de enige muzikant, zichzelf op de dertien liedjes begeleidend op gitaar en mondharmonica. Het repertoire bestaat uit traditionele folk- en bluesnummers, een gospel en twee door Dylan zelf geschreven liedjes.

## Opnamen
De muziek werd opgenomen in twee sessies, op 20 (7 nummers) en 22 (6 nummers) november 1961 in de Columbia-studio's aan Seventh Avenue in Manhattan. Vier opnamen haalden het album niet, "He Was a Friend of Mine", "Man on the Street" en "House Carpenter" verschenen pas in 1991 op The bootleg series volumes 1-3. "(As I Go) Ramblin'Round" was de vierde opname. John H. Hammond verzorgde de muzikale productie. Hij hielp Dylan in de herfst van 1961 aan een platencontract bij Columbia Records.
Het album werd over het algemeen positief ontvangen door recensenten, maar de verkoopcijfers stelden teleur. In de eerste week werden er ongeveer 5000 exemplaren van verkocht. Het Amerikaanse publiek was meer gewend aan folkzangers met gepolijste stemmen, terwijl Dylan een ruige zangstem had. Naar aanleiding van het floppen van zijn album werd het contracteren van Dylan bij Columbia Records Hammond's folly (Nederlands: de flater van Hammond) genoemd. Een maand na de uitgave van Bob Dylan begon hij met het opnemen van zijn volgende album, The Freewheelin' Bob Dylan. Daarop zou nog maar één niet door hemzelf geschreven nummer staan.

## Nummers
| Nr. | Titel                  | Schrijver(s)      | Duur |
| --- | ---------------------- | ----------------- | ---- |
| 1.  | You're No Good         | Jesse Fuller      | 1:40 |
| 2.  | Talkin' New York       | Bob Dylan         | 3:20 |
| 3.  | In My Time of Dyin'    | trad., arr. Dylan | 2:40 |
| 4.  | Man of Constant Sorrow | trad., arr. Dylan | 3:10 |
| 5.  | Fixin' to Die          | Bukka White       | 2:22 |
| 6.  | Pretty Peggy-O         | trad., arr. Dylan | 3:23 |
| 7.  | Highway 51             | Curtis Jones      | 2:52 |

| Nr. | Titel                           | Schrijver(s)                 | Duur |
| --- | ------------------------------- | ---------------------------- | ---- |
| 1.  | Gospel Plow                     | trad., arr. Dylan            | 1:47 |
| 2.  | Baby, Let Me Follow You Down    | trad., arr. Eric von Schmidt | 2:37 |
| 3.  | House of the Risin' Sun         | trad., arr. Dave Van Ronk    | 5:20 |
| 4.  | Freight Train Blues             | trad., arr. Roy Acuff        | 2:18 |
| 5.  | Song to Woody                   | Dylan                        | 2:42 |
| 6.  | See That My Grave Is Kept Clean | Blind Lemon Jefferson        | 2:43 |